# Танабэ, Киёси
Киёси Танабэ (яп. 田辺 清 Танабэ Киёси, р.10 октября 1940) — японский боксёр, призёр Олимпийских игр.
Родился в Аомори; окончил университет Тюо.
В 1960 году на олимпийских играх в Риме завоевал бронзовую медаль в весовой категории до 51 кг. В 1962 году он стал чемпионом Азиатских игр. С 1963 года перешёл в профессионалы и в 1965 году завоевал титул чемпиона Японии. В 1967 году после операции на глазе был вынужден оставить спорт.